# Елеонора Толедська
Елеонора Толедська (італ. Eleonora di Toledo; ? 1522 — 17 грудня 1562) — герцогиня Флорентійська як  дружина  Козімо I Медічі, меценатка. Повне ім'я Леонора Альварес де Толедо і Осоріо.

## Життєпис
Походила з аристократичної іспанської родини Альварес де Толедо (молодшої гілки роду Альба). Донька Педро Альвареса де Толедо і Синігья (його небожем був військовик Фернандо Альба). Її матір'ю була Марія Осоріо і Піментель, маркіза Вілляфранка.
Народилася у 1522 році в Альба-де-Тормес (Кастилія). Здобула гарну освіту, полюбила їздити верхи. Разом з тим відзначалася помірним здоров'ям, перехворіла у дитинстві на рахіт, внаслідок цього у неї були криві ноги.
У 1532 році після призначення батька віце-королем переїхала до Неаполя. Того ж року вперше познайомилася з майбутнім чоловіком Козімо Медічі, коли той прибув до Неаполя у почті кузена Алессандро Медічі, герцога Флорентійського.
У березні 1539 року в Неаполі відбувся її шлюб за дорученням з Козімо Медічі (той став правителем Флоренції). Її відправляють на кораблі в Ліворно в червні цього ж року. Зі своїм чоловіком зустрілася в Пізі. Загалом шлюб Елеонори був вдалим. Елеонора займалася облаштуванням герцозьких палаців, стежила за гардеробом чоловіка, дітей та почту. Тканини стали пристрастю герцогині. Вона створила власну майстерню в Палаццо Веккіо, яку очолила Франческа ді Донато. Наполегливе зацікавлення Елеонори викликало розквіт виробництва тканин у Флоренції.
Елеонора Толедська спочатку не була популярною серед населення та знаті через іспанське походження. Проте її такт, залучення до двору відомих осіб, зокрема скульпторів, художників, митців сприяло її популярності та повазі. Цим вона також підтримала статус чоловіка, становище якого не було стабільним у перші роки панування. Герцогині довіряв Козімо I, який доволі швидко оцінив здібності дружини. За відсутності Козімо вона мала право підпису на державних паперах. Крім того, Елеонора стала дорадницею герцога. Разом з тим тут проявився гонористий характер Елеонори. Саме через нього вона вступила у сутичку з Бенвенуто Челліні, чим згодом сприяла опалі митця.
Разом з тим вона намагалися проводити вільний час разом з дітьми, спільно з чоловіком влаштовувала сімейні обіди з дітьми наодинці, що порушувало придворний етикет. Домашнє прізвисько, яке герцог дав своїй дружині, свідчить за себе — «па́ва з курчатами».
У 1551 році захворіла на легеневі сухоти. Важким ударом стала смерть у 1557 році її первістка — доньки Марії від малярії. У 1562 році померла під час епідемії малярії (разом з синами Джованні і Гарсіа).

## Родина
Чоловік — Козімо I Медічі, герцог Флорентійський
Діти:
- Марія (1540—1557), померла від малярії
- Франческо (1541—1587), великий герцог Тосканський у 1574—1587 роках
- Ізабела (1542—1576), дружина Паоло Джордано Орсіні, герцога Браччіано
- Джованні (1543—1562), кардинал з 1560 року, помер від малярії разом з матір'ю
- Лукреція (1544—1561), дружина Альфонса II д'Есте, герцога Феррари
- П'єро (1546—1547)
- Гарсіа (1547—1562), помер разом з матір'ю від малярії
- Антоніо (1548)
- Фердинандо (1549—1609), великий герцог Тосканський у 1587—1609 роках
- Анна (1553)
- П'єро (1554—1604), дипломат